# Alfred Michaux
Alfred Michaux (Clenleu, 5 luglio 1859 – Boulogne-sur-Mer, 26 marzo 1937) è stato un avvocato ed esperantista francese.

## Biografia
Avvocato a Boulogne-sur-Mer dal 1885, si interessò anche molto di sport e fu a lungo delegato del Touring-Club de France. Dapprima studioso della lingua pianificata Neo-Latin di E. Courtonne, egli fu convinto a studiare l'esperanto da Louis de Beaufront. 
Michaux rimane famoso soprattutto per l'organizzazione del primo Congresso Universale di esperanto nel 1905 a Boulogne-sur-Mer; egli convinse anche L. L. Zamenhof, l'ideatore della lingua, a parteciparvi. 
Già un anno prima Michaux aveva organizzato con successo un evento con molto esperantisti: il 7 agosto 1904 si tenne una escursione a Calais e Dover, con la partecipazione di circa 120 esperantisti, tra cui molti inglesi e due cechi. Fu in quella occasione che Michaux ebbe l'idea di organizzare il primo Congresso Universale di esperanto, dichiarando: "Ora vi invitiamo per il prossimo anno a Boulogne per un vero, grande congresso esperantista".
Durante il primo Congresso Universale fu Michaux a ospitare L. L. Zamenhof. Michaux fu uno dei più convinti sostenitori dell'esperanto del suo tempo. Tenne numerosi discorsi in Francia e anche in Belgio, Paesi Bassi, Regno Unito. Fu anche presidente della Società Internazionale dei Giuristi Esperantisti ("Societo Internacia de Juristoj Esperantistaj"), membro del Lingva Komitato e presidente onorario del gruppo esperantista di Boulogne-sur-Mer. 
Alfred Michaux si interessò anche di altre lingue internazionali: fu membro della Academia pro Interlingua e propose, almeno in alcuni campi come quello medico, l'uso del Romanal, un esempio di latino semplificato che tuttavia non ebbe successo. 
Oltre a molti articoli per riviste francesi, Michaux scrisse assieme a Paul Boulet "Nouvelle methode pour apprendre seul l'Esperanto".

## Galleria d'immagini

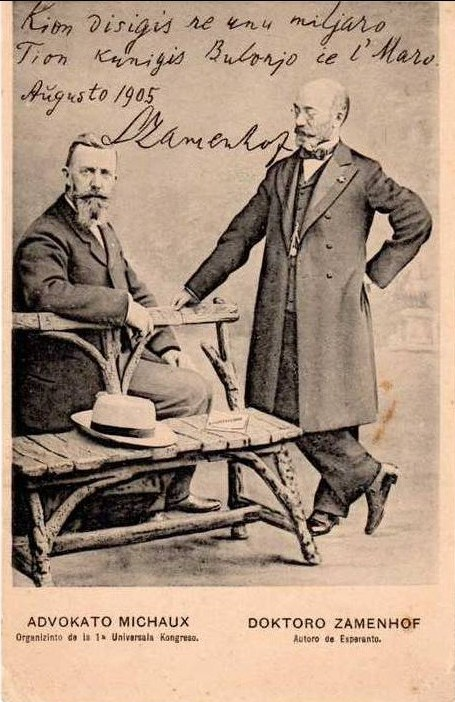
Michaux e L. L. Zamenhof in una cartolina del 1906 circa
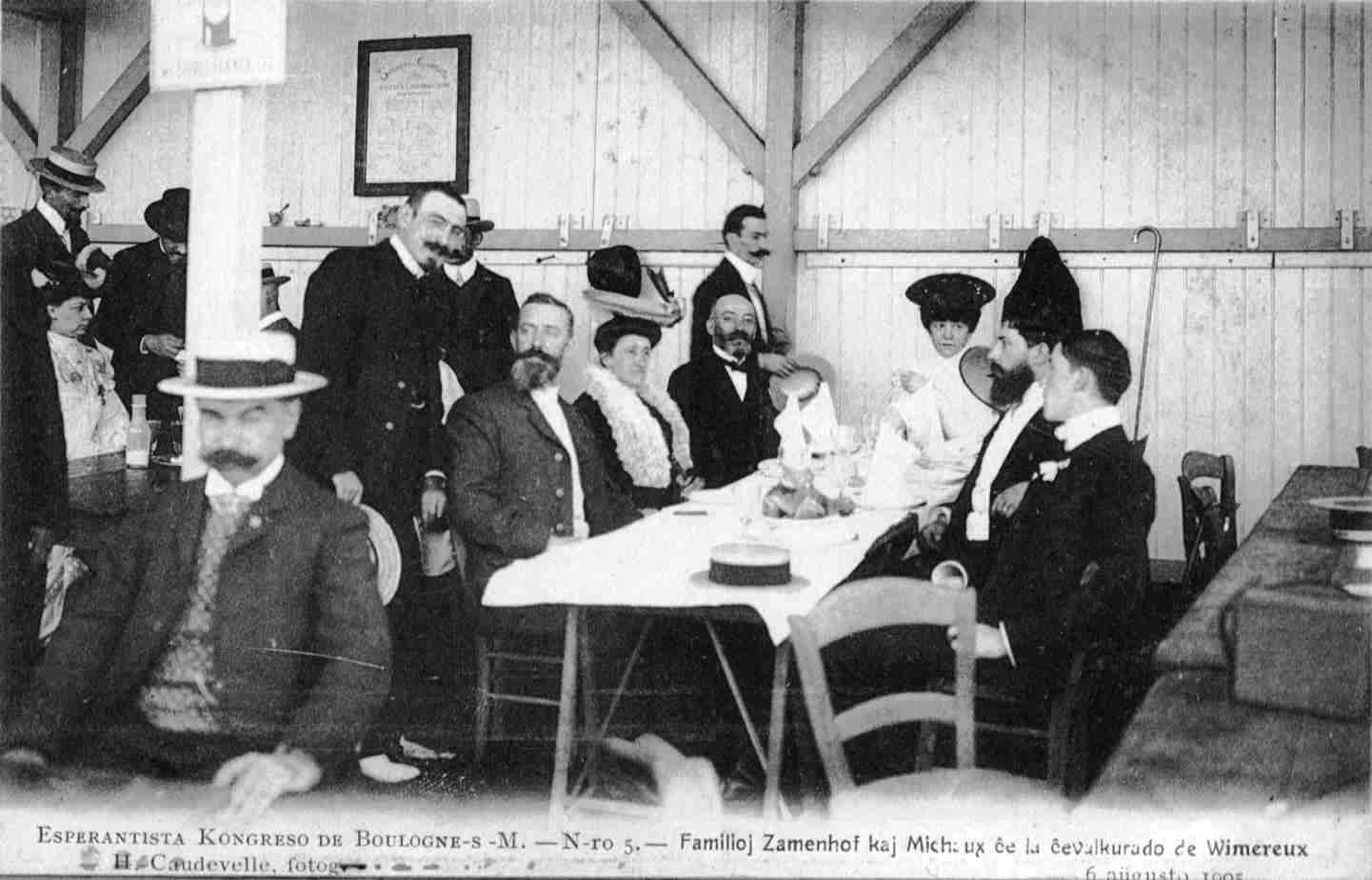
Alfred Michaux (seduto a fianco di Klara Zamenhof) a tavolo con Zamenhof e altri esperantisti durante il primo Congresso Universale di esperanto a Boulogne-sur-Mer, 1905